# Jakowlew Jak-44
Die Jakowlew Jak-44 (russisch Яковлев Як-44) war das Projekt eines sowjetischen Frühwarnflugzeugs.

## Entwicklung
In den achtziger Jahren entstand in der Sowjetunion mit dem Projekt 1143.7 eine neue Klasse von Flugzeugträgern für die sowjetische Marine, deren nie vollendetes Nullschiff die Uljanowsk war. Auf diesen neuen Trägern sollten neben Hochleistungsjägern auch mit der US-amerikanischen E-2 Hawkeye vergleichbare taktische Frühwarnflugzeuge stationiert werden.
Hierfür erhielt das OKB Jakowlew 1979 den Auftrag zur Konstruktion einer als Schulterdecker ausgelegten und als Jak-44E bezeichneten Maschine. Da auch die Luftstreitkräfte Interesse bekundeten, wurden zwei Parallelentwürfe für eine träger- und eine landgestützte Version ausgearbeitet. Als Radarsystem stand entweder das E-700 oder ein als Fackel (Факел) bezeichneter Komplex zur Auswahl. Im März 1980 entschied sich die Leitung des OKB für die Verwendung des Letzteren. In der frühen Projektphase war die Ausstattung mit vier zusätzlichen Hubtriebwerken vorgesehen, mit deren Hilfe die Strecke bei einem Sprungbrett-Start vom Träger auf 150 bis 200 Meter begrenzt werden sollte. Diese Variante wurde aber wegen der zu großen zusätzlichen Platzbeanspruchung im März 1983 aufgegeben. Stattdessen begann im Oktober 1984 die Ausarbeitung einer neuen Jak-44E-Version. Die Hubtriebwerke entfielen nun durch die Verwendung von stärkeren D-27-Propellerturbinen mit je 14.000 PS (10.297 kW), die je zwei gegenläufige Propeller (vorne Achtblatt, hinten Sechsblatt) antrieben. Auch das Fackel-System wurde verworfen und der Einbau des E-700-Systems geplant. Dessen Antenne sollte in einem Tellerradom oberhalb des Rumpfs untergebracht werden, das zur besseren Unterbringung auf Flugzeugträgern absenkbar gestaltet wurde.
Es wurde eine 1:1-Attrappe gebaut. Sie wurde, um die Unterbringung unter Einsatzverhältnissen simulieren zu können, für entsprechende Tests an Bord der Admiral Kusnezow gebracht. Im September 1988 waren die Entwicklungsarbeiten abgeschlossen und das OKB erhielt im Januar 1989 vom Ministerrat die Weisung für den Bau einer land- und einer bordgestützten Version, die beide mit D-27-Antrieben und dem E-700-System ausgerüstet sein sollten. Die Produktion wurde ab Juni 1989 im Werk von Taschkent vorbereitet, wozu auch der Bau einer weiteren Attrappe im Maßstab 1:5 gehörte. Der Standort war allerdings nur für die Endfertigung vorgesehen, die einzelnen Komponenten sollten in anderen Produktionsstätten hergestellt werden. 1990 begann der Bau des ersten Prototyps. Das Cockpit und die mittlere Rumpfsektion wurden aus dem OKB-eigenen Moskauer Testwerk angeliefert, das vordere Rumpfsegment und das Radom kamen aus Uljanowsk und die Tragflächen aus Ulan-Ude.
Nach dem Zerfall der Sowjetunion wurde die Fertigstellung des Prototyps durch Kürzung der finanziellen Mittel erheblich verlangsamt und schließlich wurden die Arbeiten an der Jak-44E nach dem Baustopp der Uljanowsk ganz eingestellt. Als billigere Kompromisslösung entstand für die Flotte der Frühwarnhubschrauber Kamow Ka-31.

## Technische Daten (Schätzung)
| Kenngröße             | Daten                                |
| --------------------- | ------------------------------------ |
| Besatzung             | 6                                    |
| Länge                 | 20,5 m                               |
| Spannweite            | 25,7 m                               |
| Höhe                  | 5,8 m                                |
| Flügelfläche          | 88,0 m²                              |
| Flügelstreckung       | 7,5                                  |
| Startmasse            | 40.000 kg                            |
| Triebwerke            | 2 × Iwtschenko Progress D-27         |
| Leistung              | je 14.000 PS (10.297 kW)             |
| Höchstgeschwindigkeit | maximal 740 km/h                     |
| Marschgeschwindigkeit | 700 km/h 500–650 km/h bei Patrouille |
| Landegeschwindigkeit  | 185 km/h                             |
| Gipfelhöhe            | praktisch 13.000 m                   |
| Patrouillenhöhe       | 3.000–11.000 m                       |
| Reichweite            | 4.000 km                             |
| Flugdauer             | 3,6–6,5 h                            |